# 山室宗武
山室 宗武（やまむろ そうぶ、1880年10月21日 - 1963年10月31日）は、日本陸軍の軍人。最終階級は陸軍中将。

## 経歴
熊本県出身。士族山室宗意の二男として生れる。中学濟濟黌を経て、1902年11月、陸軍士官学校（14期）を卒業、翌年6月、砲兵少尉に任官し野砲兵第18連隊付となる。翌年、日露戦争に出征。陸軍砲工学校高等科で学んだ。
陸軍野戦砲兵射撃学校教官、同校教導大隊中隊長、野戦砲兵監部員、野砲兵第14連隊大隊長、陸軍野戦砲兵学校教導連隊大隊長、同校教官、欧州出張、野戦重砲兵第8連隊長、野戦砲兵学校教導連隊長などを経て、1932年4月、陸軍少将に進級。
陸軍技術本部員、技術本部第3部長、野戦砲兵学校幹事、同校長などを歴任し、1936年3月、陸軍中将となった。砲兵監、第11師団長、陸士校長を勤め、1941年1月、予備役に編入されたが、1943年2月、召集を受け教育総監部付となり、野戦砲兵学校長、砲兵監、陸士校長、砲兵監を歴任し、1945年9月、召集解除となった。1947年（昭和22年）11月28日、公職追放仮指定を受けた。
墓所は多磨霊園。

## 親族
- 兄 山室宗文（1880－1950）三菱信託会長。熊本県出身。東京帝国大学卒[2]。宗文の妻しずは野田豁通の娘[3]。
- 妻の多鶴は田内三吉の長女[3]。
- 次男は山室勇臣（三菱銀行副頭取、ダイヤモンドリース会長、国際大学理事長）。
- 長女の多亀子は日本ベークライト社長・西村幸二郎（田中源太郎七男）の後妻